# Leal (Dakota du Nord)
Pour les articles homonymes, voir Leal.
La ville de Leal est située dans le comté de Barnes, dans l’État du Dakota du Nord, aux États-Unis. Sa population s’élevait à 20 habitants lors du recensement de 2010, estimée à 19 habitants en 2016.

## Histoire

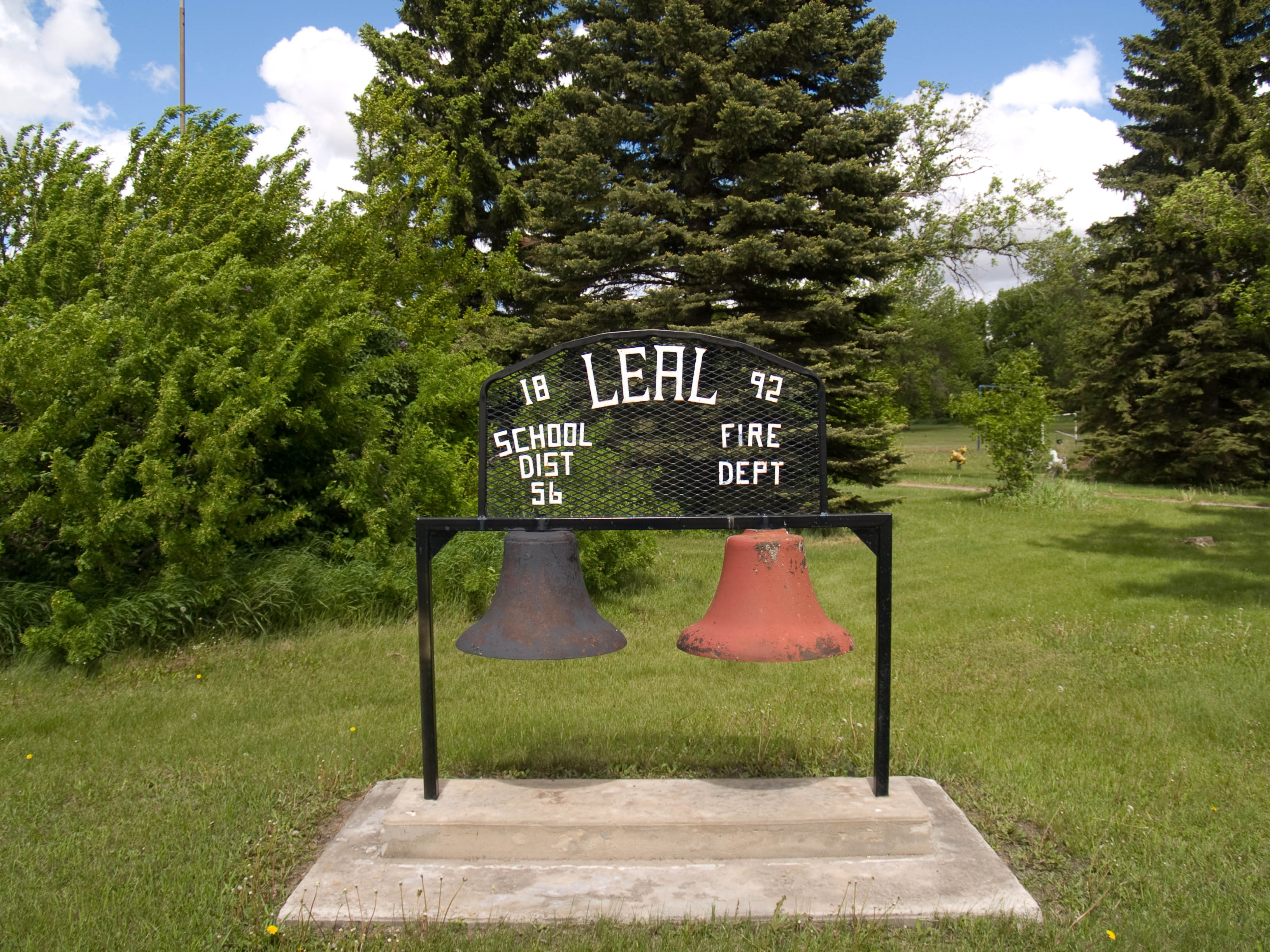
Date de fondation (1892).

Leal a été fondée en 1892.

## Démographie
| 1920 | 1930 | 1940 | 1950 | 1960 | 1970 |
| ---- | ---- | ---- | ---- | ---- | ---- |
| 88   | 105  | 102  | 72   | 70   | 41   |

| 1980 | 1990 | 2000 | 2010 | - | - |
| ---- | ---- | ---- | ---- | - | - |
| 45   | 35   | 36   | 20   | - | - |

## Source
- (en) Cet article est partiellement ou en totalité issu de l’article de Wikipédia en anglais intitulé « Leal, North Dakota » (voir la liste des auteurs).